# Schuif Af
Schuif Af was een jeugdprogramma op de Vlaamse televisiezender VTM bij TamTam. Het werd uitgezonden van 9 februari 1990 tot en met 2006. Op 24 december 2010 werd het voor een laatste keer uitgezonden op vtmKzoom.

## Concept
Aanvankelijk was Schuif Af een studioshow, waarin presentatrice Ingeborg allerlei kinderen ontving. De naam Schuif Af was afgeleid van het Vlaamse woord voor glijbaan. De gasten in het programma kwamen namelijk Ingeborgs huis binnen via een glijbaan. Hierna praatte ze met hen over verschillende onderwerpen. Zo was er een rubriek waar een kind over zijn of haar lievelingsdier mocht praten en een andere, "Pechvogel van de week", waarin een kind mocht vertellen over een ongelukkig voorval dat hij of zij had meegemaakt en waarvoor Ingeborg hem uiteindelijk als troostprijs een plastic vogel gaf die de "Pechvogel" moest voorstellen. Tussendoor werden er tekenfilms uitgezonden en zorgde Ingeborgs sidekick, Arthur Reijnders, voor de nodige grappen. Arthur werd voorgesteld als een nogal domme en verwaande man, die voortdurend door Ingeborg tot de orde werd geroepen. Het programma bevatte tevens een brievenrubriek "Koekeldoedeldoe" (door Britt en Katleen uitgevonden) genaamd, waarin Ingeborg en Arthur tekeningen en brieven toonden aan de kijkers. Later werd dit vervangen door de rubriek "Mollyflappy".
Nadien evolueerde het programma meer naar opnames op locaties, reportages en sketches waar Ingeborg en Arthur zelf de hoofdrol in speelden. Elke aflevering bevatte een thema.

## Ken je vriendje
In de jaren 1990 werd het spel Ken je vriendje gespeeld waarbij twee kinderen een vriendje naar de studio meebrachten en zo twee teams vormden. Van elk team kreeg één speler vragen voorgeschoteld betreft hobby's, interesses en dergelijke. In de tweede ronde kwamen de andere deelnemers erbij, die dezelfde vragen kregen. Ze moesten hetzelfde antwoord geven als hun vriendje. Elk juist antwoord leverde een punt op. Als het antwoord fout was werd geen punt gescoord. Na het vragenspel werd een gezelschapsspel gespeeld. Bij gelijkspel werd nog een vraag gesteld. De winnaars kregen een extra prijs.

## Gezichten
Gezicht van het eerste uur was Ingeborg Sergeant. Begin jaren negentig kreeg ze versterking van Arthur Reijnders. Toen Ingeborg in 1993 zwangerschapsverlof nam presenteerde Arthur tijdens die periode tijdelijk het programma alleen, maar kreeg versterking van Urbanus. Enkele seizoenen later maakte ook Christophe Stienlet zijn opwachting, in het alter ego van Arthurs neef Bartje.
In 2005 nam Ingeborg definitief afscheid van het programma. Actrice Britt Van der Borght, die Ingeborg voordien al een aantal maal verving, werd gevraagd haar plaats in te nemen. Ook Sam Gooris werd in huis gehaald.

## Trivial Pursuit
Vanaf eind jaren negentig tot 2005 maakte het spelletje Trivial Pursuit een belangrijk onderdeel uit van het programma. Het is een opvolger van het spel Ken je vriendje. Elke aflevering namen twee teams van jonge kijkers het tegen elkaar op, in de quiz gebaseerd op het populaire bordspel.

## Stopzetting
Toen Ingeborg besloot te stoppen met Schuif Af, trachtte men op zoek te gaan naar een waardige vervanger. Uiteindelijk werden Britt Van Der Borght (als 'Lara') en Sam Gooris aangesteld om haar plaats in te nemen.
Het programma kreeg ook een grondige opfrisbeurt, met onder andere een gloednieuw decor. Bartje heeft de meisjes ontdekt en wil nu koste wat het kost een vriendin vinden. Hij wordt dan ook liever 'Bart' genoemd. De nieuwe formule en nieuwe gezichten bleken echter allesbehalve aan te slaan. VTM, dat op dat ogenblik begon te snoeien in zijn budget voor kinderprogramma's, besloot uiteindelijk om na twee 'vernieuwde seizoenen' geen nieuwe afleveringen meer te maken. De reeks werd nog tot 2010 heruitgezonden, op vtmKzoom.